# Minervaskolan, Helsingfors
Minervaskolan var ett svenskspråkigt läroverk 1973-1977 i Helsingfors. Idag är lågstadiet Minervaskolan verksam i samma skolbyggnad byggd på 1920-talet vid Minervagatan 3 (Apollogatan 12).

## Historia
Skolan bildades genom en sammanslagning år 1973 av Laguska skolan och Läroverket för gossar och flickor samt 1975 av Tölö svenska samskola.
Skolan var verksam i de före detta skolornas byggnader på Minervagatan 3 (Apollogatan 12, Laguska skolan), Högbergsgatan 23 (Läroverket för gossar och flickor) samt Barnets borgs väg 2 (Tölö svenska samskola).
År 1977 vid övergången till grundskolsystemet splittrades skolan till Tölö högstadieskola och Lönnbeckska gymnasiet.